# Magnús Gissurarson
Magnús Gissurarson († 14. August 1237) war ab 1216 Bischof von Skálholt im Süden Islands.

## Leben
Gissurarson gehörte zum Geschlecht der Haukdælir, einem der mächtigen Geschlechter, die in die Bürgerkriege des 13. Jahrhunderts verwickelt waren. Sein Vater war Gissur Hallsson, sein Bruder Þorvaldur Gissurarson. Magnús wuchs als Ziehsohn von Þorlákur Þórhallsson, dem später heiliggesprochenen Bischof von Skálholt auf.
Er wurde zunächst als potentieller Bischof von Hólar genannt. Gewählt wurde schließlich sein Gegenkandidat Guðmundur Arason.
Im Jahre 1214 wurde sein Neffe Teitur Bersason zum Bischof von Skálholt gewählt. Er starb jedoch, bevor er geweiht werden konnte, so wurde Magnús an seiner Stelle gewählt.
Magnús Gissurarson hatte zwei Söhne, Hjalti Magnússon und Gissur Magnússon.